# Лентокрылые веснянки
Лентокрылые веснянки, или ранние веснянки, или таениоптеригиды (лат. Taeniopterygidae) — семейство насекомых из отряда веснянок. Описано около 80 видов. Древнейшие находки семейства в ископаемом состоянии известны из средней юры Китая.

## Описание
В длину достигают 15 мм. Все три сегмента лапок приблизительно одинаковой длины.

## Систематика
В мировой фауне 142 вида из 12 родов.
- подсемейство: Brachypterainae
  - род: Bolotoperla Ricker and Ross, 1975
  - род: †Balticopteryx Chen, 2018[6]
  - род: Brachyptera Newport, 1849
  - род: Doddsia Needham and Claassen, 1925
  - род: Oemopteryx Klapálek, 1902
  - род: Rhabdiopteryx Klapálek, 1902
  - род: Strophopteryx Frison, 1929
  - род: Taenionema Banks, 1905
- подсемейство: Taeniopteryginae
  - род: Taeniopteryx Pictet, 1841

## Распространение
Встречаются в Голарктике.